# Tipula (Lunatipula) fuliginosa
Tipula (Lunatipula) fuliginosa is een tweevleugelige uit de familie langpootmuggen (Tipulidae). De soort komt voor in het Nearctisch gebied.